# Ботеро, Сантьяго
Сантьяго Ботеро Эчивария (исп. Santiago Botero Echeverry, род. 27 октября 1972 года) — бывший колумбийский шоссейный велогонщик, выступавший за профессиональные команды с 1996 по 2010 год. Ботеро победитель трёх этапов на Тур де Франс и четырёх на Вуэльте Испании, а также чемпион мира в гонке с раздельным стартом.
В настоящее время проживает в Колумбии, где выступает за местную команду Indeportes Antioquia-IDEA-FLA-Lotería de Medellín.

## Профессиональная карьера
2 июня 2006 года он был уволен из команды Phonak, после того, как его имя всплыло в связи с Операцией Пуэрто, допинговым скандалом в Испании всего за 2 недели до начала Тур де Франс. 2 октября 2006 года все обвинения против колумбийца были сняты. 28 февраля 2007 года Ботеро был представлен свои новым коллективом из Боготы UNE Orbitel. Сам гонщик заявил, что планирует в этом году выиграть Вуэльту Колумбии, стать чемпионом страны и занять призовое место на чемпионате мира в раздельном старте. В августе Ботеро выиграл Вуэльту Колумбии, одержав победу в прологе и ещё на двух этапах.